# Fernando Vaqueiro
Fernando Vaqueiro O.F.M. (? - 14 de março de 1535) foi um prelado português, enviado à Índia Portuguesa.
Era natural de Évora. Em 1531, era bispo de anel do arcebispo do Funchal, quando foi enviado por Dom João III de Portugal para a Índia Portuguesa. Provavelmente, tinha sido sagrado Bispo-titular de Aureopolis cerca de 1530. Seguiu para a Índia na nau de Estêvão da Gama, capitaneada por Vicente Gil, em 1532.
Faleceu em visita pastoral a Ormuz, em 14 de março de 1535.
Embora a sé de Goa tenha sido eregida em 1533, o bispo nomeado Francisco de Melo faleceu antes de seu embarque para a Índia e Dom João III, contente com o serviço eclesiástico de Dom Fernando, não havia nomeado ninguém para a sé até a sua morte.